# Good Morning America (album)
Good Morning America is het vijfde muziekalbum van de Britse muziekgroep Charlie. Het album is later opgenomen nadat de uitgifte van Here comes trouble maar niet wilde lukken. Arista Records deed nogal moeilijk over de opnamen van dat album en er moest een rockier album komen. John Verity en Bob Henrit werden ingeschakeld; zij kwamen van Argent en de opvolger daarvan Phoenix. Zowel de laatste versie van Argent als Phoenix hadden geen enkel succes. Het album is opgenomen in de Livingstone Studio in Londen, Verity achter de knoppen. In eerste instantie werd dit album samen met Fight dirty als dubbel-cd uitgebracht; in 2007 volgde een separate uitgave; onbekend is of daar de drie bonustracks op staan.

## Musici
- Terry Thomas – zang, gitaar
- John Verity – zang, gitaar
- John Anderson – zang, basgitaar
- Steve Gadd (niet te verwarren met Steve Gadd) – slagwerk
- Bob Henrit – slagwerk

Er worden toetsinstrumenten gespeeld; Julian Colbeck bespeelt ze op Good morning America; de band neemt de Oberheim over.

## Tracklist
| Nr. | Titel                               | Duur |
| --- | ----------------------------------- | ---- |
| 1.  | Good morning America (Thomas)       | 5:23 |
| 2.  | I can’t get over you (Thomas)       | 3:40 |
| 3.  | Roll the dice (C.F. en N. Couchois) | 3:58 |
| 4.  | Heading for home (Thomas)           | 4:11 |
| 5.  | Saturday night (Troyer- Brown)      | 3:16 |

| Nr. | Titel                                 | Duur |
| --- | ------------------------------------- | ---- |
| 1.  | My perfect lover (Thomas)             | 3:34 |
| 2.  | All my life (Thomas)                  | 3:43 |
| 3.  | Fool for your love (Thomas)           | 4:11 |
| 4.  | I’m angry with you (Charlie)          | 3:04 |
| 5.  | Just one more chance (Thomas)         | 3:46 |
| 6.  | The girl won’t dance with me (Thomas) | 3:43 |

| Nr. | Titel               | Duur |
| --- | ------------------- | ---- |
| 1.  | Fantasy girls       |      |
| 2.  | It’s inevitable     |      |
| 3.  | It’s never too late |      |